# Тичково (Калузька область)
Тичково (рос. Тычково) — присілок в Козельському районі Калузької області Російської Федерації.
Населення становить 11 осіб. Входить до складу муніципального утворення Село Покровськ.

## Історія
Від 2004 року входить до складу муніципального утворення Село Покровськ.

## Населення
| 2002 | 2010 |
| ---- | ---- |
| 8    | ↗11  |